# Robert Weissenbach
Robert Weissenbach (* 6. oder 5. Juni 1851 in Bremgarten; † 8. April 1907 ebenda) war ein Schweizer Jurist und Politiker.

## Leben

### Familie
Robert Weissenbach war der Sohn des Goldschmieds und Spitalherrn Franz Xaver Weissenbach und dessen Ehefrau Maria Josepha (geb. Keiser). Seine Schwester war die Lehrerin Elisabetha Josepha Weissenbach.
Er war seit 1876 in erster Ehe mit Elise (geb. Wiss) verheiratet und ehelichte 1890 in zweiter Ehe Barbara, die Tochter des Gemeindeammanns und Grossrats Jakob Nauer.

### Werdegang
Robert Weissenbach besuchte die Gemeinde- und Bezirksschule von Bremgarten sowie das Gymnasium im Kloster Meran, die Kantonsschule Kollegium Schwyz sowie das Gymnasium (siehe Berthold-Gymnasium Freiburg) in Freiburg im Breisgau.
Nachdem er die Matura bestanden hatte, ging er an die Akademie Neuenburg (siehe Universität Neuenburg) und begann 1873 ein Theologiestudium an der Universität Freiburg. 1875 immatrikulierte er sich zu einem Studium der Rechtswissenschaften an der Universität Zürich und setzte das Studium an der Universität Straßburg und der Universität Heidelberg fort.
Nach Beendigung des Studiums war er von Mai 1875 bis 1883 Gerichtsschreiber im Bezirksgericht Bremgarten und in dieser Zeit von 1881 bis 1883 Stadtammann in Bremgarten; 1876 patentierte er als Fürsprecher und praktizierte bis 1883.
Von 1883 bis 1885 war er Präsident des Bezirksgerichts Zurzach, bevor er von 1885 bis 1893 Präsident des Bezirksgerichts Bremgarten war.
1893 wurde er vom Obergericht und vom Regierungsrat bestraft, weil er sich wegen Börsenspekulationen unerlaubt Zugriff auf Depositengelder beschafft hatte. Nachdem er 18.000 Schweizer Franken unterschlagen hatte, wurde er am 18. Mai 1893 an den Staatsanwalt übergeben, der weitere Ermittlungen durchführte und er wurde aus dem Grossrat ausgeschlossen. Die weiteren Ermittlungen ergaben, dass er dann wegen der Unterschlagung von 114.000 Schweizer Franken angeklagt wurde. Im August 1893 erfolgte seine Verurteilung zu sechs Jahren Zuchthaus und der Rückerstattung der unterschlagenen Gelder.
Nach seiner Haftentlassung war er in einer Korbwarenfabrik tätig.

### Politisches und gesellschaftliches Wirken
Robert Weissenbach war von 1880 bis 1883 und von 1885 bis 1893 katholisch-konservativer Aargauer Grossrat und vom 1. Dezember 1890 bis zum 1. Mai 1893 erster konservativer Nationalrat des Freiämter Wahlkreises.
Er war redaktioneller Mitarbeiter des Solothurner Anzeiger.
1890 wurde er zum Vorsitzenden der Aargauer katholischen Synode gewählt und 1891 organisierte er das Piusfest in Bremgarten, das die erste Generalversammlung des Piusvereins im Kanton Aargau war.

## Mitgliedschaften
Robert Weissenbach war Mitglied des Schweizerischen Studentenvereins.

## Trivia
1882 war Robert Weissenbach an der Rettung von vier Flössern beteiligt, deren Floss auf der Reuss auseinandergerissen worden war. Gemeinsam mit dem Gastwirt Josef Anton Schmid retteten sie mit ihrem Weidling die im Wasser treibenden Flösser und brachten sie ans Ufer. Diese Rettungsaktion führte später zur Gründung des Pontonier-Fahrverein Bremgarten.